# ハルピュイア

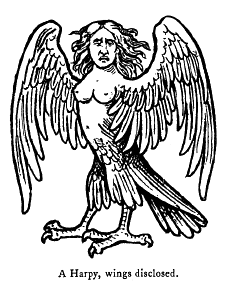
ハーピー

ハルピュイア（古希: Ἅρπυια、古代ギリシア語ラテン翻字: Harpuia、ラテン語: Harpyia）あるいはハルピー（フランス語: Harpie）、ハーピー（英語: Harpy）は、ギリシア神話に登場する女面鳥身の伝説の生物である。複数形はハルピュイアイ（古希: Ἅρπυιαι、古代ギリシア語ラテン翻字: Harpuiai）。有翼の乙女、または人間の女性の頭を持った鳥の姿で表される。その名は「掠める女」を意味する。

## 解説
ハルピュイアは、ガイアとポントスの子タウマースと、オーケアノスの娘エーレクトラーの娘で、虹の女神イーリスの姉妹である。
イアーソーンによる『アルゴー号の探索（アルゴナウタイの冒険）』に登場し、罪を犯したピーネウスを苦しめるエピソードが有名。他にもアイネイアースの放浪譚に登場している。黄泉の国の王ハーデースまたはゼウスないしエリーニュスの手下とされる。食欲が旺盛で、食糧を見ると意地汚く貪り食う上、食い散らかした残飯や残った食糧の上に汚物を撒き散らかして去っていくという、この上なく不潔で下品な怪物である。
ダンテの叙事詩『神曲』地獄篇の中では、地獄第七圏第二の環・「自殺者の森」において、自ら命を絶った者が変容した樹木を啄ばむ怪鳥として描写されている。
神話によっては、アエロー（Aello、疾風）、オーキュペテー（Okypete、速く飛ぶ女）の二姉妹とも、ケライノー（Kelaino、黒い女）を加えた三姉妹が存在するともされる。また、さらにポダルゲー（Podarge、足の速い女）を入れた四姉妹とする場合もある。
本来は風の精で、つむじ風や竜巻の様な、地上の物体や人間を攫って空に持ち上げ運ぶ現象を具象化した存在である。また、墓場においてハルピュイアに供物を捧げる習慣があり、死者の霊とも見做された様である。

## 関連書籍
- 『ハーピー』『妖精王』（山岸凉子）
- 『妖鳥（ハルピュイア）』（山田正紀）
- 『ハルピュイア奮戦記 第2話 翼の誕生』（秋津透）
- 『ハルピュイア奮戦記 第2話 翼の決断』（秋津透）
- 『保護鳥』（小松左京）
- 『ハーピア』（ラウル・セルヴェ）